# Jack Nitzsche

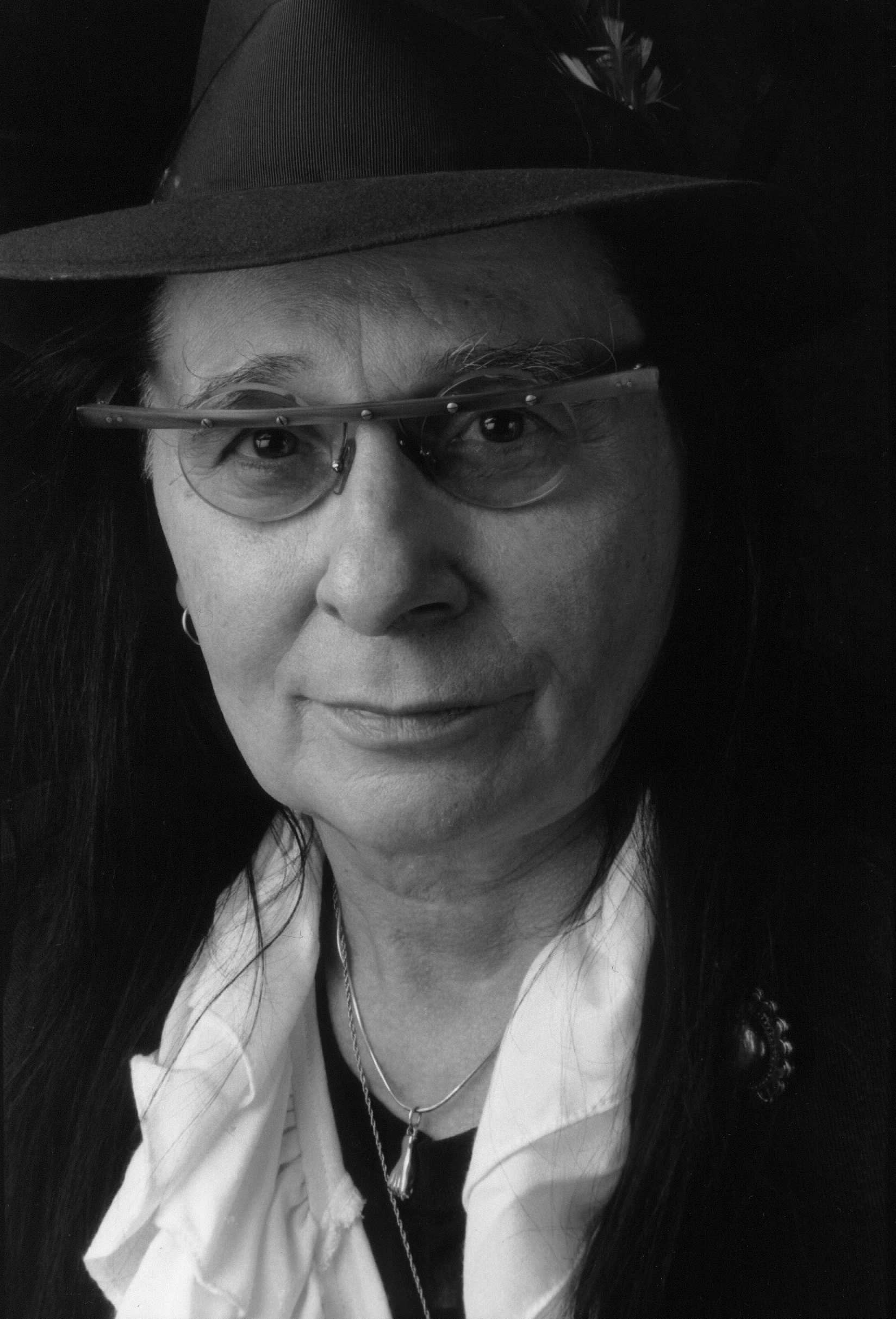
Jack Nitzsche

Bernard Alfred „Jack“ Nitzsche (* 22. April 1937 in Chicago; † 25. August 2000 in Los Angeles) war ein US-amerikanischer Pianist, Arrangeur und Komponist.

## Leben
Nitzsche wuchs in Chicago auf und zog später mit seinen Eltern nach Los Angeles. Als Kind erhielt er Klavierunterricht. Am College studierte der Sohn deutscher Einwanderer Musik und arbeitete danach zunächst bei verschiedenen Schallplattenfirmen, wo er vor allem seine Kenntnisse als Arrangeur vertiefen konnte.
Ab 1962 schrieb er zahlreiche Arrangements für den Musikproduzenten Phil Spector, der in den Gold Star Studios Erfolge mit seinem Wall of Sound mit Interpreten wie Bob B. Soxx & the Blue Jeans, The Ronettes oder The Crystals feierte. Jack Nitzsche arbeitete als musikalischer Direktor für die legendäre T.A.M.I. Show, auf der u. a. Chuck Berry, James Brown und die Rolling Stones auftraten. Nitzsche arrangierte auch für The Monkees, Randy Newman oder die Rolling Stones (Play with Fire, Let’s Spend the Night Together, You Can’t Always Get What You Want). Bei Play with Fire spielte er Cembalo, bei Let’s Spend the Night Together übernahm er den Platz am Klavier. Unter anderem arrangierte Nitzsche 1966 River Deep – Mountain High von Ike & Tina Turner, Needles and Pins von den Searchers oder Broken Arrow und Expecting To Fly von Buffalo Springfield.
Zwischen 1969 und 1971 war er Pianist von Neil Youngs Begleitband Crazy Horse. Danach war er Mitglied in Neil Youngs Begleitband The Stray Gators und spielte mit dieser die Alben Harvest und Time Fades Away ein. Bei der Wiederbelebung der Band zur Aufnahme des Albums Harvest Moon wurde er von Spooner Oldham ersetzt.
In den 1970er Jahren vertonte Nitzsche die Filme Performance, Greaser’s Palace, Der Exorzist und Einer flog über das Kuckucksnest und avancierte in den 1980er Jahren zu einem der erfolgreichsten Filmkomponisten Hollywoods. Er wurde mehrfach für den Oscar in den Sparten Beste Musik und Bester Song nominiert. Zudem produzierte er einige Alben von Mink DeVille.
Im Jahr 1979 geriet er in die Schlagzeilen – Nitzsche befand sich zu jener Zeit am Tiefpunkt seiner damaligen Drogenabhängigkeit –, als er seine Freundin, die Schauspielerin Carrie Snodgress, mit einer Waffe attackierte. Im darauffolgenden Gerichtsprozess bekannte er sich schuldig und wurde zu einer Bewährungsstrafe verurteilt. 1982 gewann er, gemeinsam mit Buffy Sainte-Marie und Will Jennings, den Oscar für den besten Filmsong Up Where We Belong (Joe Cocker/Jennifer Warnes) aus dem Film Ein Offizier und Gentleman.
Jack Nitzsche war in erster Ehe mit Gracia Ann May (Ex-Mitglied von Phil Spectors Girlgroup The Blossoms) und in zweiter Ehe mit Buffy Sainte-Marie verheiratet. Er starb 63-jährig an den Folgen einer Lungenentzündung in einem Krankenhaus in Los Angeles.

## Stimmen von Kollegen
Keith Richards von den Rolling Stones, der öfter mit Jack Nitzsche zusammentraf, sagte in seiner Autobiografie Life: „Nicht Phil (Spector), sondern Jack war das eigentliche Genie. (…) Jack Nitzsche war der fast schon geräuschlose Arrangeur und Musiker im Hintergrund, der Mann, der die verschiedenen Begabungen zusammenkleisterte.“
Der kanadische Musiker Neil Young lobte Nitzsche in seiner Autobiografie und bezog sich dabei besonders auf den Klang und den Groove von Be My Baby der Ronettes: „Phil Spector ist genial. Jack Nitzsche ist genial.“

## Diskografie
- 1963: The Lonely Surfer
- 1964: Dance to the Hits of the Beatles
- 1966: Chopin ’66
- 1972: St. Giles Cripplegate

### Filmmusik
- 1965: Village of the Giants (erste Filmarbeit) (Regie: Bert I. Gordon)
- 1970: Performance (Regie: Donald Cammell, Nicolas Roeg)
- 1972: Greaser’s Palace (Regie: Robert Downey Sr.)
- 1973: Der Exorzist (Regie: William Friedkin)
- 1975: Einer flog über das Kuckucksnest (Regie: Miloš Forman)
- 1978: Blue Collar (Regie: Paul Schrader)
- 1980: Cruising (Regie: William Friedkin)
- 1981: Cutter’s Way – Keine Gnade (Regie: Ivan Passer)
- 1982: Straße der Ölsardinen (Cannery Row) (Regie: David S. Ward)
- 1982: Ein Offizier und Gentleman (Regie: Taylor Hackford)
- 1983: Atemlos (Breathless) (Regie: Jim McBride)
- 1983: An einem Morgen im Mai
- 1984: Starman (Regie: John Carpenter)
- 1985: Auf der Jagd nach dem Juwel vom Nil (The Jewel of the Nile) (Regie: Lewis Teague)
- 1986: Stand by Me – Das Geheimnis eines Sommers (Regie: Rob Reiner)
- 1986: Die Whoopee Boys (Regie: John Byrum)
- 1986: Streets of Gold (Regie: Joe Roth)
- 1988: Das siebte Zeichen (The Seventh Sign) (Regie: Carl Schultz)
- 1989: Ruf nach Vergeltung (Next of Kin) (Regie: John Irvin)
- 1990: Revenge – Eine gefährliche Affäre (Regie: Tony Scott)
- 1990: Meerjungfrauen küssen besser (Mermaids) (Regie: Richard Benjamin)
- 1990: Blue Heat – Einsame Zeit für Helden (The Last of the Finest) (Regie: John Mackenzie)
- 1990: The Hot Spot – Spiel mit dem Feuer (Regie: Dennis Hopper)
- 1991: The Indian Runner (Regie: Sean Penn)
- 1994: Operation Blue Sky (Blue Sky) (Regie: Tony Richardson)

### Begleitmusiker
- 1968: Neil Young: Neil Young (Pianist, Komponist, Arrangeur und Produzent) (Reprise Records)
- 1970: Neil Young & Crazy Horse: Live at the Fillmore East 1970 (Reprise 2006)
- 1970: Neil Young: After the Gold Rush (Reprise)
- 1971: Crazy Horse: Crazy Horse (Reprise)
- 1971: Neil Young & The Stray Gators: Harvest (Gitarrist, Arrangeur und Produzent) (Reprise)
- 1973: Neil Young & The Stray Gators: Time Fades Away (Pianist) (Reprise)